# TinkerBell (싱글)
《TinkerBell》(ティンカーベル, 팅커벨)은
2018년 4월 25일에 발매된 에이프릴의 일본 데뷔 싱글이다.

## 개요
- TinkerBell은 두 번째 미니 앨범《Spring》의 타이틀 곡 팅커벨의 일본어 버전이다.
- YES SIR  -Japanese ver.-은 두 번째 한국 싱글 앨범 《MAYDAY》의 수록곡 YES SIR의 일본어 버전이다.

## 트랙 리스트
1. TinkerBell  -Japanese ver.-
2. YES SIR  -Japanese ver.-
3. TinkerBell (Inst.)
4. YES SIR (Inst.)

## DVD
Sepcial 버전
1. TinkerBell MV
2. TinkerBell MV/ジャケット撮影 メイキン

팬클럽 버전
1. SPECIAL MOVIE ～April来日密着～